# RANS Simba Bogor
Il  RANS Simba Bogor è una società professionista di basket con sede nella città di Bogor,una città dell'Indonesia nella provincia di Giava Occidentale; la squadra compete nella Indonesian Basketball League, la massima competizione nazionale.
I colori sociali della squadra sono il Rosa, il Viola, il Bianco e l'Azzurro; le partite casalinghe del club vengono giocate presso la Gymnasium Sekolah Vokasi IPB, una struttura situata a Bogor che può ospitare fino a 7.000 spettatori.

## Storia
La squadra è stata fondata, nel quartiere "Pantai Indah Kapuk" di Jakarta, con il nome di RANS PIK Basketball nel 2022 dal attore ed imprenditore indonesiano Raffi Ahmad, attraverso il suo gruppo RANS Entertainment (Raffi Ahmad & Nagita Slavina Entertainment); prendendo parte per la prima volta alla Indonesian Basketball League nell'edizione 2022.
Dopo aver concluso la stagione 2023, la seconda della storia del club, la squadra è stata trasferita nella città di Bogor; cambiando il proprio nome in  RANS Simba Bogor a partire dall'edizione 2024 della IBL.

## Organico

### Roster 2023-2024
Il roster per la stagione 2023-2024
|    | Naz.                                            | Ruolo | Sportivo             | Anno | Alt. | Peso |  |
| -- | ----------------------------------------------- | ----- | -------------------- | ---- | ---- | ---- |  |
| 0  | Stati Uniti (bandiera)                          | AG    | Joshua Caldwell      | 1991 | 203  | 98   |  |
| 1  | Indonesia (bandiera)                            | AP    | David Nuban          | 1998 | 186  | 85   |  |
| 2  | Indonesia (bandiera)                            | G     | Oki Wira Sanjaya     | 1989 | 190  | 85   |  |
| 3  | Indonesia (bandiera)                            | PG    | Alexander Franklyn   | 2000 | 180  | 70   |  |
| 4  | Stati Uniti (bandiera)                          | G     | Malik Dunbar         | 1996 | 194  | 117  |  |
| 5  | Indonesia (bandiera)                            | AP    | Fatur Shihab         | 1999 | 183  | 82   |  |
| 6  | Indonesia (bandiera) · Marocco (bandiera)       | AG    | Mohammed Aymane Arip | 2004 | 194  | 93   |  |
| 7  | Paesi Bassi (bandiera) · Regno Unito (bandiera) | G     | Devon van Oostrum    | 1993 | 193  | 84   |  |
| 8  | Indonesia (bandiera)                            | PG    | Ida Putra            | 1999 | 183  | 79   |  |
| 9  | Indonesia (bandiera)                            | PG    | Januar Kuntara       | 1991 | 171  | 77   |  |
| 10 | Indonesia (bandiera)                            | C     | Argus Sanyudy        | 2000 | 194  | 115  |  |
| 11 | Indonesia (bandiera)                            | G     | Althof Dwira Satrio  | 1998 | 184  | 82   |  |
| 12 | Stati Uniti (bandiera)                          | AG    | John Fields          | 1988 | 206  | 91   |  |
| 18 | Indonesia (bandiera)                            | AP    | Darren Celosse       | 2002 | 195  | 80   |  |
| 23 | Stati Uniti (bandiera)                          | AG    | Le'Bryan Nash        | 1992 | 203  | 102  |  |
| 24 | Indonesia (bandiera)                            | G     | Daniel Salamena      | 2003 | 188  | 85   |  |
| 33 | Indonesia (bandiera)                            | AG    | Rheza Butarbutar     | 2000 | 193  | 90   |  |
| 44 | Giamaica (bandiera)                             | C     | Jerome Jordan        | 1986 | 212  | 113  |  |
| 55 | Stati Uniti (bandiera)                          | G     | Kenney Funderburk    | 1992 | 193  | 96   |  |
| 97 | Indonesia (bandiera)                            | C     | Agus Salim           | 1997 | 197  | 94   |  |

### Staff tecnico
| Ruolo                | Nome                     |
| -------------------- | ------------------------ |
| Capo Allenatore      | Wahyu Widayat Jati       |
| Assistente           | Parna Abrizalt Hasiholan |
| Assistente           | Deng Matioup Awak        |
| Assistente           | Agus Pamungkas           |
| Preparatore Atletico | Tri Prasetyo Utomo       |

## Giocatori Importanti
Akeem Scott
 Hal Heyward
 Akeem Ellis
 Jerome Jordan
 Devon van Oostrum
 Jalil Bassit
 John Fields
 Le'Bryan Nash
 Kenney Funderburk

## Allenatori
- Chris Daleo (2022)
- Bambang Asdianto Pribadi (2023)
- Thomas Roijakkers (2024)
- Wahyu Widayat Jati (2024-in carica)